# Erminio Criscione
Erminio Criscione (Mineo, 3 dicembre 1955 – Lugano, 9 marzo 1992) è stato un criminale italiano, noto per la strage effettuata il 4 marzo 1992 in Svizzera, più precisamente nel Canton Ticino.
L'uomo ha esploso 42 colpi di fucile uccidendo 6 persone e ferendone altrettante in modo grave, si è reso così protagonista di quella che i massmedia svizzeri dell’epoca hanno definito la “Strage di Rivera”.
Il fatto ha provocato una vera e propria sollevazione di massa in una regione sino ad allora tranquilla e non abituata a simili disgrazie. La discussione ha contribuito notevolmente alle restrizioni applicate negli anni seguenti nell'ambito del commercio e della vendita di armi, sia nel Canton Ticino che nel resto della Confederazione.

## Biografia
Criscione, di origine siciliana, è cresciuto nella parte germanofona della Svizzera per poi trasferirsi in Ticino per lavoro. Dapprima ha vissuto per qualche anno a Rivera, poi nel 1988 si è stabilito a Cimo. Inizialmente ha lavorato come macellaio, mentre in un secondo momento è diventato rappresentante di un'azienda di carni della svizzera interna. Negli archivi è stato trovato soltanto un documento che racconta una delle sue passioni, ovvero quella per il mondo equino. Molti di quelli che lo hanno incontrato, l'hanno descritto come un lavoratore affidabile, una persona educata, tranquilla ed estremamente riservata.

## La strage di Rivera
Negli istanti successivi alle 19:00 del 4 marzo 1992, Criscione è uscito di casa imbracciando una Norinco (calibro 7,62 mm), ossia un'arma da fuoco di origine cinese che è una copia diretta del Kalašnikov, acquistata settimane prima. Ha percorso a bordo della sua vettura le strade del luganese, compiendo, in poco più di un'ora, uno dei più gravi fatti di sangue mai accaduti su suolo elvetico. Secondo fonti giornalistiche del momento, l'omicida aveva stilato una lista di nomi da “punire” che comprendeva persone con le quali aveva avuto rapporti lavorativi, screzi di poco conto e uomini politici ticinesi.
Alle 19:25 di quella macabra sera di marzo, ha raggiunto a Origlio (comune dell'immediata periferia di Lugano) l'abitazione della sua prima vittima e ha pigiato sul suo campanello. Un amico e collega gli ha aperto, lui senza proferire parola lo ha colpito alle gambe con una raffica di proiettili.
Dopo essersi spostato verso nord, alle 20:00 è giunto a Soresina, una frazione di Rivera, dove ha aperto il fuoco su 8 persone che stavano per sedersi a tavola per cenare. Due delle stesse sono decedute nell'immediato mentre una terza ha perso la vita nei giorni a venire.
In seguito si è recato a Massagno alla ricerca dell'ennesimo obiettivo, sull'uscio di casa si è presentata la signora Kestenholz. La donna, moglie del suo formatore alla camera di commercio dal quale era stato bocciato, è stata gravemente ferita.
Dopo un breve tragitto, ha fatto ritorno a Rivera con l'intenzione di scovare l'allora funzionario statale e vicesindaco del paese Solca. La visita di Criscione è purtroppo stata letale per il precitato, sua moglie e uno dei suoi figli.
L'assassino ha tentato ulteriori agguati senza però ottenere alcun risultato. Si è recato due volte invano a Pregassona (dopo Origlio e dopo Massagno) nella dimora dell'allora consigliere nazionale Adriano Cavadini. È probabile che abbia anche cercato di rintracciare l'abitazione della signora Erminia Petrocchi, ex dipendente della banca Raiffeisen, la quale aveva rifiutato i suoi tentativi di approccio.

## Arresto e detenzione
Una volta terminata la sequenza di aggressioni, Criscione ha chiamato la moglie da una cabina telefonica dicendole di “aver combinato un disastro”. L'uomo ha poi deciso di consegnarsi spontaneamente alle forze dell'ordine, raggiungendo il posto di polizia di Camorino poco dopo le 21:00. Dopo l'arresto è stato trasportato alla centrale di Lugano per un primo interrogatorio ed è stato rinchiuso nelle carceri pretoriali. “L’omicida sta in silenzio e piange come un bambino” ha dichiarato dopo l’arresto l'ex procuratore ticinese Jacques Ducry.

## Morte
Il 9 marzo 1992, tra le 17:45 e le 20:00, Criscione si è impiccato in una cella con un lenzuolo annodato alle inferriate delle finestre. L'uomo è sempre stato sorvegliato da vicino durante la custodia nonostante non avesse menzionato o fatto intendere alcuna idea suicida durante l'interrogatorio del giorno precedente. Il suicidio si è consumato durante il cambio della guardia. L'autopsia effettuata sul corpo del pluriomicida ha rivelato che è stato duramente e ripetutamente percosso da un oggetto contundente, oltre che un'emorragia ai testicoli con ogni probabilità provocata da una pedata. La responsabilità è stata attribuita agli agenti di custodia, i quali si è supposto si siano difesi durante uno scatto d'ira del reo.